# خط طول 11° غرب
خط طول 11° غرب هو أحد خطوط الطول الجغرافية، والتي تمتد من القطب الشمالي الجغرافي إلى القطب الجنوبي الجغرافي، وحسب التحويل الزمني يتأخر خط طول 11° غرب عن خط غرينتش بـ44 دقيقة.

## من القطب إلى القطب
ينطلق خط طول 11° غرب من القطب الشمالي نحو القطب الجنوبي مرورا بالمناطق التي ترد في الجدول التالي:
| الإحداثيات                         | البلد أو الإقليم أو البحر | ملاحظات                                                               |
| ---------------------------------- | ------------------------- | --------------------------------------------------------------------- |
| 90°0′N 11°0′W / 90.000°N 11.000°W  | المحيط المتجمد الشمالي    |                                                                       |
| 82°15′N 11°0′W / 82.250°N 11.000°W | المحيط الأطلسي            | مرورا بشرق Nordostrundingen, جرينلاند                                 |
| 28°47′N 11°0′W / 28.783°N 11.000°W | المغرب                    |                                                                       |
| 27°40′N 11°0′W / 27.667°N 11.000°W | الصحراء الغربية           | تملكه المغرب                                                          |
| 26°0′N 11°0′W / 26.000°N 11.000°W  | موريتانيا                 |                                                                       |
| 15°14′N 11°0′W / 15.233°N 11.000°W | مالي                      |                                                                       |
| 12°12′N 11°0′W / 12.200°N 11.000°W | غينيا                     |                                                                       |
| 9°45′N 11°0′W / 9.750°N 11.000°W   | سيراليون                  |                                                                       |
| 7°27′N 11°0′W / 7.450°N 11.000°W   | ليبيريا                   |                                                                       |
| 6°33′N 11°0′W / 6.550°N 11.000°W   | المحيط الأطلسي            |                                                                       |
| 60°0′S 11°0′W / 60.000°S 11.000°W  | المحيط الجنوبي            |                                                                       |
| 71°1′S 11°0′W / 71.017°S 11.000°W  | القارة القطبية الجنوبية   | أرض الملكة مود, المطالب الإقليمية بالقارة القطبية الجنوبية by النرويج |